# Байльштайн (Рейнланд-Пфальц)
Байльштайн (нім. Beilstein) — громада в Німеччині, розташована в землі Рейнланд-Пфальц. Входить до складу району Кохем-Целль. Складова частина об'єднання громад Кохем.
Площа — 1,68 км2. Населення становить 131 ос. (станом на 31 грудня 2020).